# Pinosava
Pinosava (em cirílico:Пиносава) é uma vila da Sérvia localizada no município de Voždovac, pertencente ao distrito de Belgrado, na região de Šumadija. A sua população era de 2916 habitantes segundo o censo de 2009.

## Demografia
| 1948  | 1953  | 1961  | 1971  | 1981  | 1991  | 2002  |
| ----- | ----- | ----- | ----- | ----- | ----- | ----- |
| 1 713 | 1 915 | 2 306 | 2 689 | 2 837 | 2 700 | 2 839 |